# Frente Zapatista de Libertação Nacional
A Frente Zapatista de Libertação Nacional foi uma organização política e social de ideologia zapatista adjacente ao Exército Zapatista de Libertação Nacional, ativa desde 1997, ano de sua fundação, até sua dissolução em outubro de 2005.

## História
A Frente Zapatista de Libertação Nacional (FZLN) se definiu como um movimento socio-político mexicano com a pretensão de implantar na sociedade a democracia, a justiça e a libertade, exigindo o reconhecimento dos direitos dos indígenas mexicanos, como continuação do levantamento revolucionário iniciado em 1994 pelo Exército Zapatista de Libertação Nacional (EZLN).

### Fundação
A FZLN foi fundada em 1997 como proposta do EZLN, comunicada através da Quarta Declaração da Selva Lacandona. Tal proposta consistia na fundação de uma organização civil baseada na ideología zapatista do próprio Exército Zapatista e do "neozapatismo" sustentado por um amplo setor da sociedade civil tanto mexicana como internacional. Entre os dias 13 e 17 de Setembro desse mesmo ano, na Cidade do México, foi realizado o Congresso de fundação da FZLN com a presença de 1.111 bases de apoio zapatistas e representantes de outras organizações indígenas de esquerda que, sob a influência da ideologia da Revolução mexicana do começo do século XX, instituída em grande parte por Emiliano Zapata (e resumida na frase A terra é de quem trabalha), parieron os documentos de constitução da Frente Zapatista.
A FZLN afirmava ser um movimento de organização, pensamentos, planejamento e ações. Sua organização se baseava nos chamados Comitês Civis de Diálogo, não foi uma organização finalizada, pois estava em constante construção.
Apesar da iniciativa do EZLN e de que este entendia a Frente como uma organização análoga urbana, a FZLN em Jalisco contou com representantes do EZLN (comandante tacho e josé), assim como decanos do ITESO (Javier Clausen), Universidad de Guadalajara (El panzas), políticos, mazones e quantidade considerável de prostitutas e gente das ruas, indígenas cocas e nahuas das zonas aldeãs, assim como uma quantidade considerável de camponeses em território estatal; sendo organizações independentes pelo menos no seu carácter organizativo (o civil e o militar respectivamente).

### Dissolução
Com a publicação da Sexta Declaración de la Selva Lacandona pelo Comité Clandestino Revolucionário Indígena-Comandancia Geral do Exército Zapatista, na qual o EZLN anunciava uma nova série de mobilizações políticas próximas da cidadania com a aparição da A Outra Campanha, a FZLN decidiu em votação dissolver a organização e devolver a denominação da Frente Zapatista de Libertação Nacional ao EZLN para que este possa dispor desta denominação no futuro.